# Niukża
Niukża (ros. Нюкжа) – rzeka w Rosji, w obwodzie czytyjskim i amurskim; prawy dopływ Olokmy. Długość 583 km; powierzchnia dorzecza 32 100 km²; średni roczny przepływ przy ujściu 310 m³/s.
Źródła na wschodnim krańcu gór Olokmiński Stanowik; w górnym biegu płynie w kierunku północno-wschodnim; liczne progi; w dolnym biegu w kierunku północno-zachodnim wzdłuż Pasma Stanowego. 
Zamarza od października do początku maja; zasilanie deszczowo-śniegowe.